# Lyrodus pedicellatus
Lyrodus pedicellatus is een tweekleppigensoort uit de familie van de Teredinidae. De wetenschappelijke naam van de soort werd in 1849 voor het eerst geldig gepubliceerd  door Armand de Quatrefages.

## Verspreiding
Lyrodus pedicellatus behoort tot de familie Teredinidae, dit zijn sterk gemodificeerde weekdieren die zijn aangepast om in hout te boren. Deze soort werd voor het eerst beschreven vanuit Spanje, maar omdat het wijdverbreid is in tropische en warm-gematigde wateren, is het moeilijk te bepalen waar het vandaan komt. We beschouwen het als cryptogeen (van onbekende oorsprong) in een groot deel van zijn verspreiding, maar geïntroduceerde populaties zijn bekend van de westkust van Noord-Amerika, Hawaï, Nieuw-Zeeland en Zuid-Afrika. Het boort in vaste houten constructies, panelen, drijfhout en mangroven. In sommige gevallen kan het negatieve gevolgen hebben voor houten mariene infrastructuur.